# ハン・ジウォン (アニメーション監督)
ハン・ジウォン（한지원）は、韓国のアニメ監督、脚本家である。

## 人物
ソウル・インディーズ・アニメーション・フェスティバルなどで高い評価を得てきた作家で、短編・長編アニメーションやミュージック・ビデオ、広告、配信作品など、さまざまなフォーマットでアニメーションを制作し、独特の繊細なスタイルを確立している。またサンダンス映画祭やパームスプリングス国際映画祭など韓国国外の映画祭にも出品され、その表現力が評価されている。2025年の長編アニメ『あの星に君がいる』は、Netflixの韓国作品としては初のオリジナルアニメーション映画となる。
日本のアニメーションの大ファンで、特に宮崎駿監督の『もののけ姫』に大きな影響を受けてアニメーション作家への道を歩み始めた。
アニメーションだけが描ける特別な領域があると思っている。アニメーションは現実を画に置き換えるものだが、観客はその過程で生じる幻想を受け入れつつその背景にある現実（リアルなもの）も同時に受け入れるため、そこでは現実と幻想が交差する。その現実と幻想が行き来するような表現や演出スタイルはアニメーションでしか使えない手法であり、自身のアニメーション演出におけるアイデンティティだと思っている。
現実的な背景美術や抒情的な感性で描かれるヴィジュアルの表現などから、「韓国の新海誠」と呼ばれることもある。そのことについて本人は「新海監督は世界中のアニメーションに影響を与えている方なので自分もその影響を受けた一人と言えると思う」「演出スタイルや情緒的な結論は異なるが、実写映画的な色調をアニメの中で表現したい点や現実的な風景を描こうとする点などは確かに似ている」と述べる一方、「負担になるので新海監督の作品はなるべく見ないように努力している」とも語っている。
また演出スタイルについては、新海本人よりも彼に多大な影響を与えたスタジオジブリのアニメ『海がきこえる』に大きな影響を受けているとも述べている。実際、作中の恋愛の描き方については『海がきこえる』のようにポジティブな面に焦点が合わせられ、新海作品の根底にあるような鬱屈とした部分はほとんど感じられない。

## 来歴
韓国芸術総合学校映像院アニメーション学科を卒業。
2010年、初の短編アニメ映画『コピ・ルワク』でソウル・インディーズ・アニメーション・フェスティバル大賞「インディーズ・スター賞」を受賞。
2015年、大学在学中に制作した短編によるオムニバス『思ったより晴れ』を劇場公開し、本格的な作家活動を始める。
2022年、短編アニメ『魔法が戻る日の海』を監督。翌年には自身が招待されたサンダンス映画祭で上映された。
2023年、第51回韓国日報文学賞を受賞したチェ・ウニョンの『わたしに無害なひと』に収録された短編小説『あの夏』を映像化した長編アニメ映画『The Summer／あの夏』を監督。
2025年5月30日から長編アニメ映画『あの星に君がいる』がNetflixを通じて世界190か国に配信開始。

## 主な作品

### アニメーション映画

#### 短編
- コピルワク（英題：Kopi Luwak）（2010年）
- 学校へ行く道（英題：On the Way to School）（2013年）
- 娘に贈るレシピ（英題：The Recipe Given to Daughter）（2018年）
- 魔法が戻る日の海（英題：The Sea on the Day When the Magic Returns）（2022年）

#### 長編
- 思ったより晴れ（英題：Clearer than You Think）（2015年）
- The Summer／あの夏（英題：The Summer）（2023年、日本公開2025年）

### Webアニメ
- あの星に君がいる（英題：Lost in Starlight）（2025年5月30日配信開始） - Netflix

### 実写

#### Webドラマ
- アマンジャ 27歳の冒険（2020） - アニメーションパート

### CM
- Stone henge（ジュエリーブランド）「Beautiful moments」
- アシアナ航空「Be Hopeful」